# شعر مسرحي
الشعر المسرحي فن قديم ظهر لدى اليونان والرومان ثم انحسر في نهاية القرن الثامن عشر في أوروبا وهو الفن الذي يتبنى الشعر سواء كان عموديًا أو غير عمودي، لكتابة الحوار المسرحي. يطلق عليه أحيانا: المسرح الشعري، الدراما الشعرية، المسرحية الشعرية، الشعر الدرامي. ودلالة كل هذه المصطلحات متقاربة وذلك في مقابل توظيف النثر فيما يعرف بالمسرح النثري. وقد عرف الأدب العربي هذا اللون الشعري في العصر الحديث بعد اطلاع الشعراء العرب على الادب الغربي فتأثروا به وعدّوه ضمن أنواع الشعر العربي، نظمهُ لأول مرة خليل اليازجي سنة 1876م ويعد أحمد شوقي رائِدُه وذلك لنجاحه فيه بما امتلكهُ من موهبة واتساع افق وسار على دربه عزيز أباظة وآخرون. وقد تطور تطورا آخر على أيدي شعراء الجيل التالي من أمثال صلاح عبد الصبور وعبد الرحمن الشرقاوي ومحمد علي الخفاجي وغيرهم.

## عن المسرح الشعري
يقول عبد الجبار بهم «أعتقد أن هذا الاصطلاح يحتاج إلى تدقيق، ذلك أن الشعر المسرحي هو كتابة مسرحية تمت صياغتها وفق مواصفات شعرية تعتمد القصيدة مقفاة أو غير مقفاة أساسا لبناء النص المسرحي، بحيث تتضمن مجموع العناصر الأساسية التي يتطلبها النص المسرحي بمفهومه التقليدي، من حيث الدراما والحوار والشخصيات، وبهذا المعنى تكون القصيدة الشعرية إحدى مكونات الفعل المسرحي المعروفة والتي هي النص والممثل والخشبة والجمهور. أما المسرح الشعري فمعناه العمل المسرحي الذي يعتمد على مرجعيات شعرية مقفاة أو غير مقفاة وضعت لبناء عمل مسرحي أم  لم توضع له..  فالمفهومان إذًا مختلفان في المضمون وإن كانا يتقاطعان في عناصر جوهرية أهمها المسرح كظاهرة فنية والشعر كظاهرة أدبية.»